# Esarcato patriarcale d'Africa
L'esarcato patriarcale d'Africa (in russo Патриарший экзархат Африки?, in inglese Patriarchal Exarchate of Africa, in francese Exarchat patriarcal d'Afrique) è un esarcato della Chiesa ortodossa russa istituito il 29 dicembre 2021.
Il primate dell'esarcato è il vescovo Konstantin Ostrovsky che detiene il titolo di «Metropolita di Zarajsk ed esarca Patriarcale d'Africa».
A febbraio 2025, l'esarcato conta circa 350 parrocchie attive in 32 paesi del continente africano. Nel clero dell'Esarcato prestano servizio più di 250 sacerdoti, di cui oltre 100 si trovano in Kenya.

## Storia
L'istituzione di questo esarcato rientra nelle difficili relazioni tra i patriarcati di Mosca e Alessandria, sorte in seguito allo scisma ortodosso del 2018. Fino al 2019, la Chiesa ortodossa russa ha sempre riconosciuto il continente africano come territorio proprio esclusivo del Patriarcato greco-ortodosso di Alessandria.
L'8 novembre 2019 il patriarca alessandrino Teodoro II ha riconosciuto l'autocefalia della Chiesa ortodossa dell'Ucraina. Questo atto ha portato alla rottura delle relazioni tra il patriarcato moscovita e quello di Alessandria.
Per venire incontro ad un gruppo di un centinaio di preti ortodossi alessandrini, che chiedevano la loro incorporazione nel patriarcato di Mosca, in disaccordo con le posizioni prese da Teodoro II, il 29 dicembre 2021 il Santo Sinodo della Chiesa ortodossa russa ha istituito l'esarcato patriarcale d'Africa, con giurisdizione su tutto il continente e le isole, e contemporaneamente ha costituito all'interno dell'esarcato due eparchie, dell'Africa settentrionale e dell'Africa meridionale. Il 24 marzo 2022 lo stesso Santo Sinodo ha approvato il Regolamento interno del nuovo esarcato.

## Struttura
L'esarcato patriarcale d'Africa è costituito da 2 eparchie:
- Eparchia dell'Africa settentrionale (in russo Северо-Африканская епархия?) comprende Egitto, Sudan, Sudan del Sud, Etiopia, Eritrea, Gibuti, Somalia, Seychelles, Repubblica Centrafricana, Camerun, Ciad, Nigeria, Niger, Libia, Tunisia, Algeria, Marocco, Capo Verde, Mauritania, Senegal, Gambia, Mali, Burkina Faso, Guinea-Bissau, Guinea, Sierra Leone, Liberia, Costa d'Avorio, Ghana, Togo e Benin;
- Eparchia dell'Africa meridionale (in russo Южно-Африканская епархия?) comprende Sudafrica, Lesotho, eSwatini, Namibia, Botswana, Zimbabwe, Mozambico, Angola, Zambia, Malawi, Madagascar, Mauritius, Comore, Tanzania, Kenya, Uganda, Ruanda, Burundi, Repubblica Democratica del Congo, Repubblica del Congo, Gabon, Guinea Equatoriale e São Tomé e Príncipe.

## Cronotassi degli esarchi
- Leonid Gorbachev (29 dicembre 2021 - 11 ottobre 2023)
- Konstantin Ostrovsky, dall'11 ottobre 2023